# ヴァランセ条約

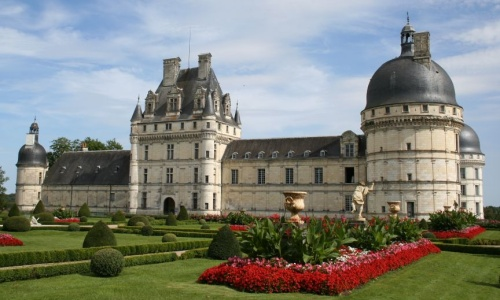
ヴァランセ城

ヴァランセ条約（ヴァランセじょうやく、英語: Treaty of Valençay）は1813年12月11日、フランス外相シャルル＝モーリス・ド・タレーラン＝ペリゴール所有のヴァランセ城で、フランス第一帝政代表アントワーヌ＝ルネ・マチュランとスペイン王国代表ホセ・ミゲル・デ・カルバハル＝バルガスの間で署名された条約。平和条約の予備として、1808年以降ヴァランセで囚われていたフェルナンド7世の復位と僭称者ジョセフ・ボナパルトの退位が定められた。
停戦の条項も含まれたが、相互不信から履行されなかった。ナポレオンはフェルナンド7世から「アーサー・ウェルズリーがスペインを対フランス戦の基地として使う場合、スペイン軍はイギリスとポルトガルと戦う」という秘密条項を引き出したが、カディス・コルテスはフェルナンド7世がマドリードに無事到着した直後にヴァランセ条約の無効を宣言した。半島戦争は第六次対仏大同盟でナポレオンが敗北するまで続いた。